# Castillo de Howth

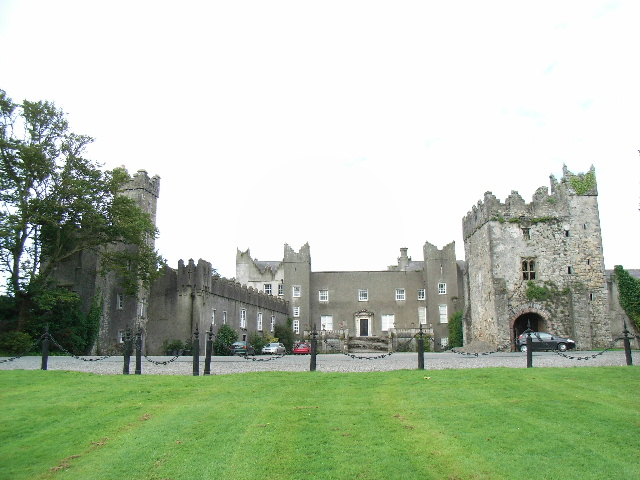
Castillo de Howth.

El castillo de Howth y su finca se encuentran en las afueras del pueblo de Howth, en el condado de Fingal, en Irlanda. Era la residencia ancestral de la dinastía St. Lawrence, que se extinguió en 1909, con la muerte del último miembro de la familia. Desde entonces pertenece a sus herederos por parte materna, los Gaisford-St Lawrence. En octubre de 2018, la familia anunció un acuerdo para vender el castillo, la propiedad y el islote de Inis Mac Neasáin al grupo inversor Tetrarch, que tenía la intención de remodelar el hotel y convertirlo en un complejo de lujo. Posteriormente, Tetrarch vendió por 14 millones de euros a la inmobiliaria Glenveagh Homes una porción de 7 acres del terreno, para que se construyeran viviendas cerca de la puerta del castillo.
La finca se extiende por gran parte de la península de Howth Head, formada por extensos brezales y senderos que cruzan los acantilados de Howth, con vistas a la bahía de Dublín y el islote de Inis Mac Neasáin. En los terrenos cercanos al castillo hay instalaciones de golf y golf en miniatura, un antiguo hotel, jardines, un estanque, senderos con rododendros y varios pequeños arroyos.

## Historia
Desde el año 1180, los miembros de la familia St. Lawrence han sido lores de Howth. El castillo de Howth ha estado en el solar actual durante más de siete siglos. El original, una mera estructura de madera, se encontraba en Tower Hill, con vistas a Balscadden Bay. El actual castillo no es el original, sino que se trata de una remodelación llevada a cabo por el arquitecto inglés Edwin Lutyens.

### Leyenda
Una leyenda popular sobre el castillo de Howth narra un incidente que aparentemente ocurrió en 1576. La pirata Grace O'Malley fue a hacer una visita de cortesía al 8º Barón Howth, sin embargo se le denegó el acceso debido a una cena en curso. En represalia, secuestró al 10º Barón Howth, nieto y futuro heredero al título. Con el tiempo fue puesto en libertad gracias a la promesa de que las puertas del castillo se mantendrían abiertas ante futuros visitantes inesperados. En honor al Barón, los descendientes de éste han mantenido tal acuerdo hasta hoy en día.